# Mỏm ngang
Mỏm ngang (la. processus transversus) của đốt sống, có 2 mỏm ngang từ cung đốt sống chạy ngang ra 2 bên. Chúng có vai trò gắn kết các cơ và dây chằng.

## Hình ảnh

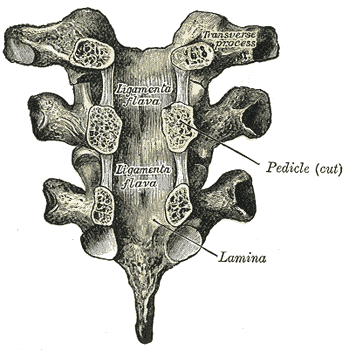
Các cung đốt sống của 3 đốt sống lưng nhìn từ phía trước.
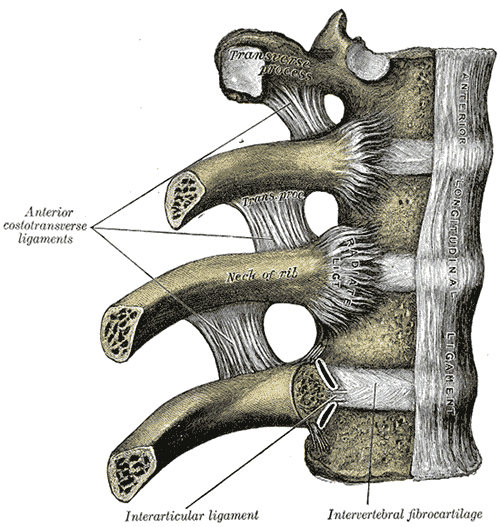
Các khớp nối đốt sống. Nhìn từ bên trong.
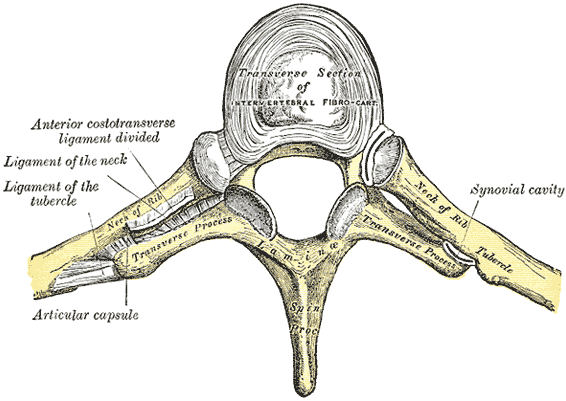
Các khớp nối ngang. Nhìn từ bên trên.